# Biblioteca Ayacucho
La Biblioteca Ayacucho (« Bibliothèque Ayacucho » en français) est une institution publique du Venezuela créée en 1974, dont les fonctions sont la réédition et la publication des classiques de la littérature sud-américaine et des textes contemporains. Plus de 250 titres ont été publiés à ce jour. Sous tutelle du ministère de la Culture, elle est présidée par l'écrivain Humberto Mata depuis 2004.

## Chronologie
L'institution est créée sous l'égide de l'essayiste et critique littéraire uruguayen Ángel Rama (1926-1983) et de l'écrivain et homme politique vénézuélien José Ramón Medina (1919-2010) par un décret du président Carlos Andrés Pérez le 10 septembre 1974. Son nom provient de la bataille d'Ayacucho (1824) qui scelle la victoire des Républicains lors des Guerres d'indépendance en Amérique du Sud.

## Liste des présidents
| Période   | Président         |
| --------- | ----------------- |
| 2004-     | Humberto Mata     |
| 2003-2004 | Stefanía Mosca    |
| 2001-2003 | Alfredo Chacón    |
| 1974-2001 | José Ramón Medina |